# Museo diocesano (Ariano Irpino)
Il museo diocesano di Ariano Irpino è ubicato nell'ex-chiesa dell'Annunciazione e di Santa Lucia in via Annunziata, lungo l'antica via vecchia che in epoca medievale collegava Napoli alle Puglie. Nonostante che la chiesa sia attestata con sicurezza solo dal 1375, durante i lavori di restauro eseguiti a fine Novecento fu rinvenuta un'antica cripta munita di sedili sepolcrali.
Sorto nel 1996, il museo diocesano custodisce opere d'arte religiosa di varia tipologia (dipinti, tessuti, sculture, epigrafi, tabernacoli ecc.) e di epoca prevalentemente rinascimentale (a partire dal 1471) reperite nell'intero territorio della diocesi di Ariano Irpino-Lacedonia, derivata nel 1986 dalla fusione della "diocesi di Ariano" (attestata fin dal X secolo) e della "diocesi di Lacedonia" (documentata dall'XI secolo).
Il museo è strutturato in modo tale da costituire un percorso espositivo lineare che si articola su più livelli. In particolare, nella sala al piano terra trova spazio l'arte tessile con i paramenti completi di stemmi episcopali; lungo le scalinate si allineano le opere scultoree in marmo, mentre al piano superiore sono custoditi i dipinti su tela. Notevoli, tra questi ultimi, le numerose pitture del Seicento e Settecento di scuola napoletana, tra cui "l'Annunciazione" del pittore fiammingo Wenzel Cobergher. La raccolta museale è completata da altre opere lignee e marmoree provenienti dal convento di San Francesco d'Assisi e dalla chiesa di San Biagio, due antichi edifici religiosi cittadini non più esistenti, mentre nel succorpo è visitabile l'antica cripta.
Il polo museale religioso di Ariano Irpino si completa con il museo degli argenti (che custodisce reliquie di epoca antica, fra cui due Sacre Spine della corona di Cristo) e il museo Giuseppina Arcucci dedicato alla fondatrice della congregazione delle suore dello Spirito Santo.